# Babia Góra (Pasmo Łososińskie)
Babia Góra (727 m) – szczyt we wschodniej części głównego grzbietu Pasma Łososińskiego w Beskidzie Wyspowym. Znajduje się w tym paśmie pomiędzy Jaworzem a Chełmem. Przez szczyt Babiej Góry przebiega granica między wsią Skrzętla-Rojówka w powiecie nowosądeckim (stok północno-wschodni) i wsią Kłodne w powiecie limanowskim (stok południowo-zachodni) – obydwie w województwie małopolskim.
Babia Góra to mało wybitny szczyt, ale ważny dla geodetów, gdyż znajduje się na nim punkt triangulacyjny. Szczyt porasta las, ale część stoków jest bezleśna, zajęta przez pola i zabudowania należącego do Kłodnego osiedla Babia Góra. Przez szczyt i osiedle Babia Góra prowadzi szlak turystyczny.

## Szlaki turystyki pieszej
Limanowa – Łysa Góra – Sałasz – Jaworz – Jaworze – Jezioro Rożnowskie